# جورج نوكس أندرسون
جورج نوكس أندرسون (بالإنجليزية: George Knox Anderson)‏ هو سياسي بريطاني وبريطاني (وحمل سابقاً جنسية المملكة المتحدة لبريطانيا العظمى وأيرلندا)، ولد في 1854، وتوفي في 19 مارس 1941. حزبياً، نشط في حزب المحافظين. وقد في الانتخابات الفرعية في مجلس العموم البريطاني ‏، انتخب عضو برلمان المملكة المتحدة الـ30 عن دائرة كانتربري (9 أغسطس 1918 – 25 نوفمبر 1918).